# Ченчо Ніо
Ченчо Ніо (нар. 2 жовтня 1985, Тхімпху, Бутан) — бутанський футболіст, півзахисник клубу «Тхімпху Сіті» та національної збірної Бутану.

## Клубна кар'єра
Футбольну кар'єру 2002 року розпочав у 17-річному віці у клубі «Друк Стар» в А-Дивізіоні Бутану. Невідомо яке місце посів «Друк Стар» того сезону (в середині турнірної таблиці), проте наступного року Ченчо допоміг команді фінішувати на 5-у місці.
У 2004 році перейшов до «Єедзіна». Протягом перших чотирьох сезонів перебування Ніо в «Єедзіні» команда вважалася однією з найсильніших колективів серед середняків бутанського футболу, проте «Транспорт Юнайтед» домінував у цей час у національних футбольних змаганнях. У 2008 році «Єедзін» досяг найкращого результату у власній історії, а Ченчо був одним з провідних гравців команди, яка виграла національний чемпіонат   та кубок. Вони завершили чемпіонат без жодної поразки, випередивши на чотири пункти «Транспорт Юнайтед» та втративши очки в двох поєдинках чемпіонату, в тому числі й проти «Чодена» (укомплектована з гравців юнацької збірної Бутану U-19). А в другій частині сезону з рекордним рахунком 20:0 обіграли «Рікжунг». Також «Єедзін» виграв чемпіонське плей-оф А-Ліги Бутану 2008, обігравши в фіналі «Роял Бутан Армі» (4:3).
Наступного сезону, незважаючи на те, що «Єедзін» забив найбільшу кількість м'ячів, у порівнянні з іншими бутанськими клубами, й більше, ніж усі колективи нижньої частини турнірної таблиці разом взяті, зокрема з рахунками 10:2, 20:0 та 16:1 проти «Рікжунг» та відповідно двічі «Друк Атлетик», вони так і не зуміли захистити чемпіонський титул у 2009 році, оскільки протягом сезону програли три матчі й фінішували на другому місці, поступившись 5-а очками «Друк Стар», який того сезону не зазнав жодної поразки. Також невдало команда зіграла й у Кубку ліги. Незважаючи на перемоги над «Нангпою» (12:0) у чвертьфіналі та над «Чоденом» (4:1) у півфіналі, «Єедзін» програв у фіналі «Друк Стар» (0:1), котрий продемонстрував аналогічний результат, що й «Єедзін» у минулому сезоні.
2009 рік також був першим сезоном, коли «Єедзін» представляв Бутан у клубних континентальних змаганнях, їх перемога в національному чемпіонаті попереднього сезону означала, що команда представляла Бутан у Кубку президента АФК 2009 року. Бутанський колектив на груповому етапі потрапив до квартету G, де його суперниками були «Дордой-Динамо Нарин» з Киргизстану, «Канбауза» з М'янми та «Пномпень Кроун» з Камбоджі. «Єедзін» відправився до Бішкеку, де проходили матчі групового етапу. Проте у всіх трьох поєдинках бутанський колектив зазнав поразок з загальним рахунком 3:14, посів останнє місце в групі й вибув з турніру.
«Єедзін» взяв реванш у наступному сезоні, в якому не програв жодного поєдинку, випередивший на 9 очок «Друк Пол», завдяки чому Ченчо вдруге виграв чемпіонат Бутану. Команда Ніо лише одного разу втратила очки: зіграла внічию (0:0) з «Друк Пол».
Після вдалих виступів як у національних, так і в континентальних змаганнях, Ченчо прийняв пропозицію від «Роял Вагінгдо» з 2-о дивізіоні індійської I-ліги. Таким чином, Ніо став першим повноцінно професіональним бутанським футболістом, підписавши контракт зі щорічною платнею в розмірі 1 000 000 Ну. У його першому сезоні новий клуб Ченчо закінчив груповий етап без жодної поразки, але не зміг посісти одне з двох місць, які дозволяли зіграти у фінальній стадії й, таким чином, залишився у другому дивізіоні. Наступного сезону приєднався до «Луангмуалу», який також виступав в другому дивізіоні індійського чемпіонату. У 2016 році повернувся до Бутану, де підписав контракт з «Тхімпху Сіті».

## Кар'єра в збірній
У футболці національної збірної Бутану зіграв 10 матчів, більшість з яких припали на Кубок Південної Азії 2013, у тому числі й 2 поєдиник (з 3-х) групового етапу, програні Мальдівам (2:8) та Афганістану (0:3).

## Особисте життя
До переходу у «Роял Вагінгдо», Ченчо поєднував гру у футбол з роботою в одній з приватних компаній Бутану. Паралельно з фиступами за «Роял Вагінгдо» навчався на МБА. Вболіває за «Тоттенгем Готспур», улюблений гравець — Вейн Руні.